# Rudolf Kozłowski (sztangista)
Rudolf Józef Kozłowski (ur. 15 lipca 1935 w Zabrzu) – polski sztangista, dwukrotny medalista mistrzostw świata.

## Kariera
Startował głównie w wadze piórkowej (do 60 kg), w której pierwszy medal zdobył w 1960 roku, zajmując trzecie miejsce na mistrzostwach Europy w Mediolanie. Następnie trzecie miejsce zajął podczas mistrzostw świata w Budapeszcie w 1962 roku, gdzie wyprzedzili go tylko dwaj reprezentanci ZSRR: Jewgienij Minajew i Jewgienij Kacura. Wynik ten powtórzył na rozgrywanych trzy lata później mistrzostwach świata w Teheranie, gdzie uległ Japończykowi Yoshinobu Miyake oraz swemu rodakowi Mieczysławowi Nowakowi. Zdobył także srebrne medale mistrzostw kontynentu w latach 1965 i 1966 oraz brązowe w latach 1962, 1963 i 1968. W 1964 roku wystąpił na igrzyskach olimpijskich w Tokio, gdzie zajął 7. miejsce z wynikiem 357,5 kg.
Był dwukrotnym mistrzem Polski w wadze piórkowej (w 1962 i 1964 roku), pięciokrotnym wicemistrzem (waga piórkowa w latach: 1960, 1961, 1966 i 1967, waga lekka w 1965 roku) oraz trzykrotnym brązowym medalistą (waga piórkowa w latach: 1959 i 1970, waga lekka w 1972 roku).
Był zawodnikiem Górnika Zabrze. Mieszka w Niemczech.